# 외시넨 호수
외쉬넨 호수(Oeschinensee)는 외쉬넨 계곡의 칸더슈테크에서 동쪽으로 4km 떨어진 스위스 베른고원에 있는 호수이다. 1,578m의 고도에서 1.1147k㎡의 표면적을 가지고 있다. 최대 깊이는 56m이다.
호수는 거대한 산사태로 만들어졌으며 일련의 산속 개울과 지하 배수구를 통해 공급된다. 그런 다음 물은 외쉬바흐로 다시 나타난다. 일부는 전력 생산과 칸더슈테크의 물 공급을 위해 확보된다.
1931년부터 1965년까지의 관측에서 호수 표면의 높이는 1,566.09m에서 1,581.9m 사이에서 다양했다. 평균 계절적 변화는 (9월/4월) 12.2m였다.
호수는 일반적으로 12월에서 5월까지 5개월 동안 얼어 있다. 때때로 얼음 위에서 아이스 스케이팅이 가능하다.
호수의 물고기로는 북극 송어(Seesaibling), 호수송어(Kanadische Seeforelle), 무지개송어가 있다. 1월부터 3월까지는 얼음낚시가 인기이다.
칸더슈테크에서 곤돌라 리프트를 타면 호수에서 도보로 25분 거리에 있는 외쉬넨이 있다.
2007년부터 호수는 융프라우 - 알레치 - 비취호른 유네스코 세계문화유산의 일부이다.
2021년 여름부터 외쉬넨 호수 일주가 불가능하다. 그 이유는 남쪽 해안에 임박한 낙석의 위험이 있기 때문에 그곳에서 길이 폐쇄된다.

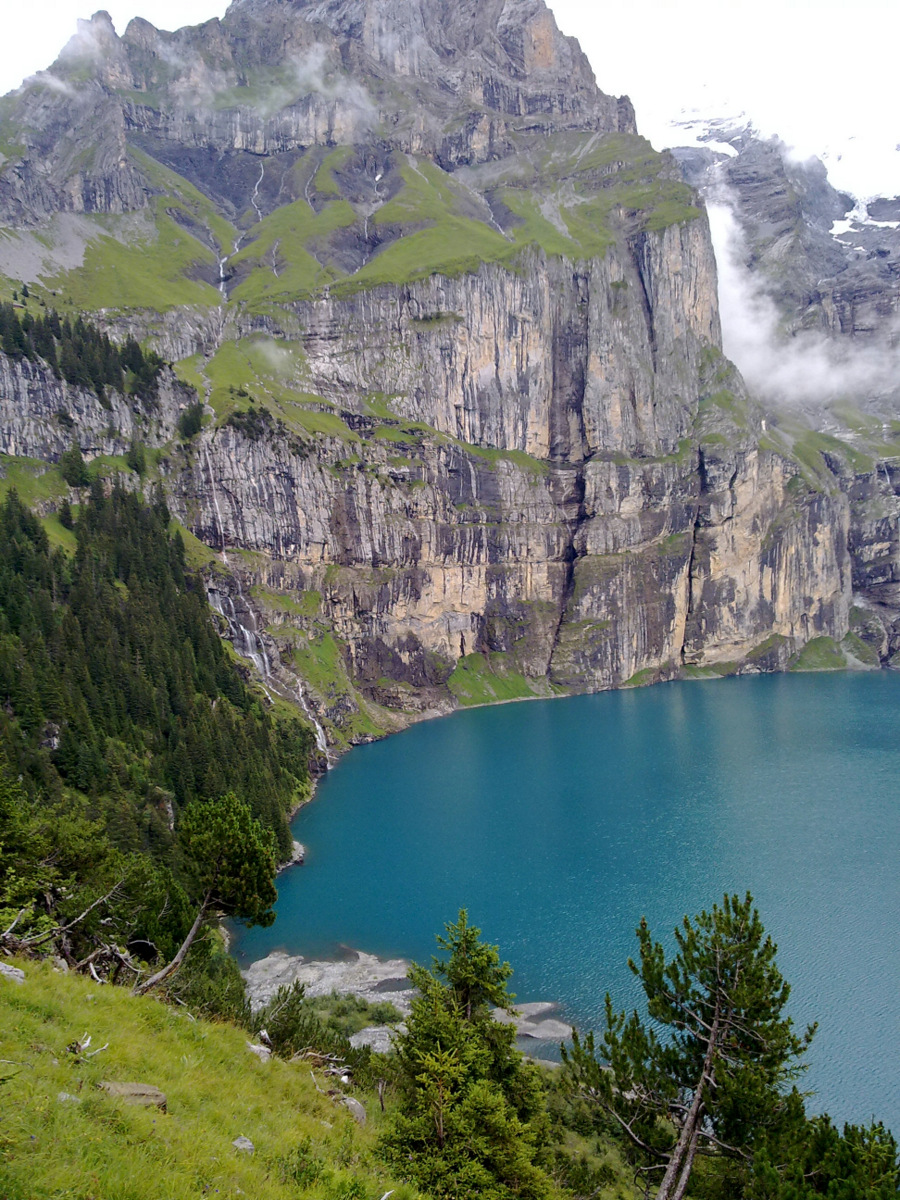
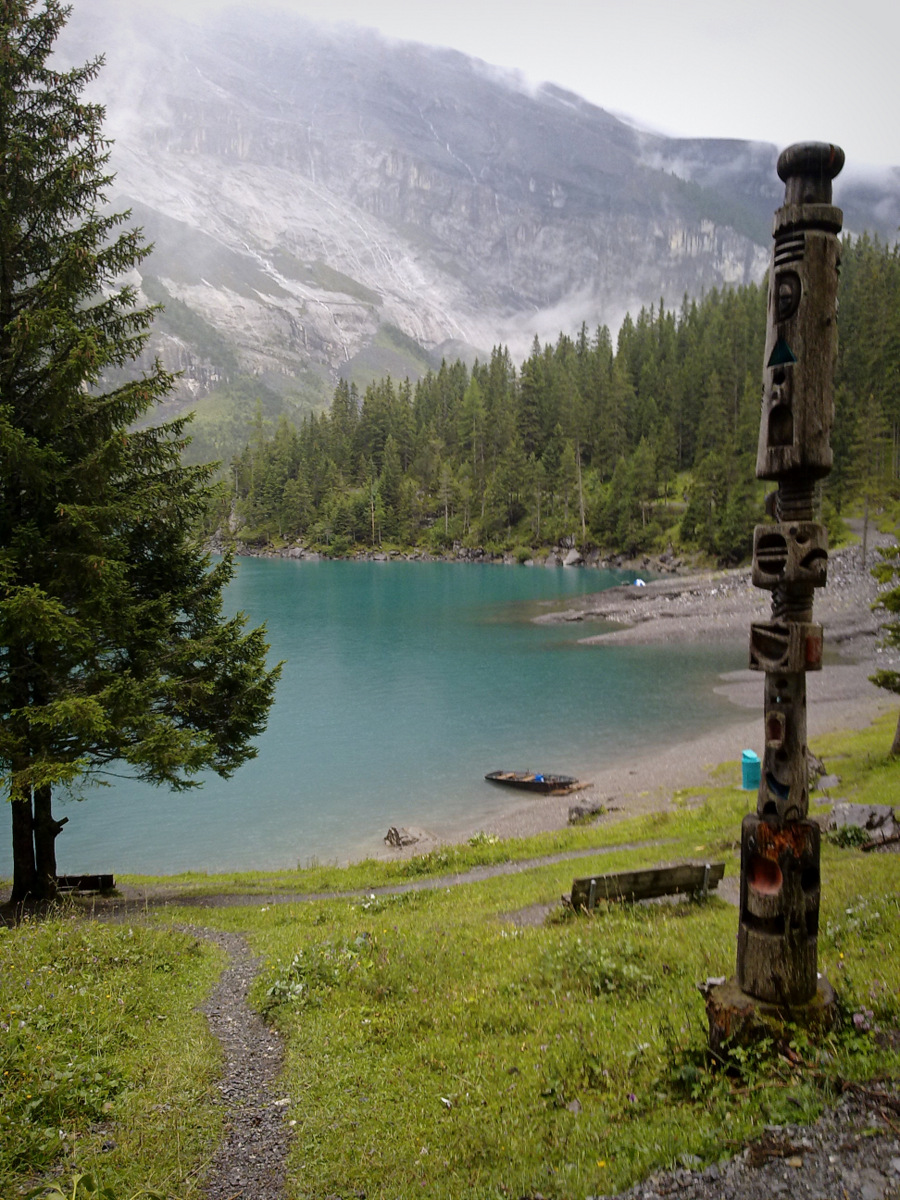
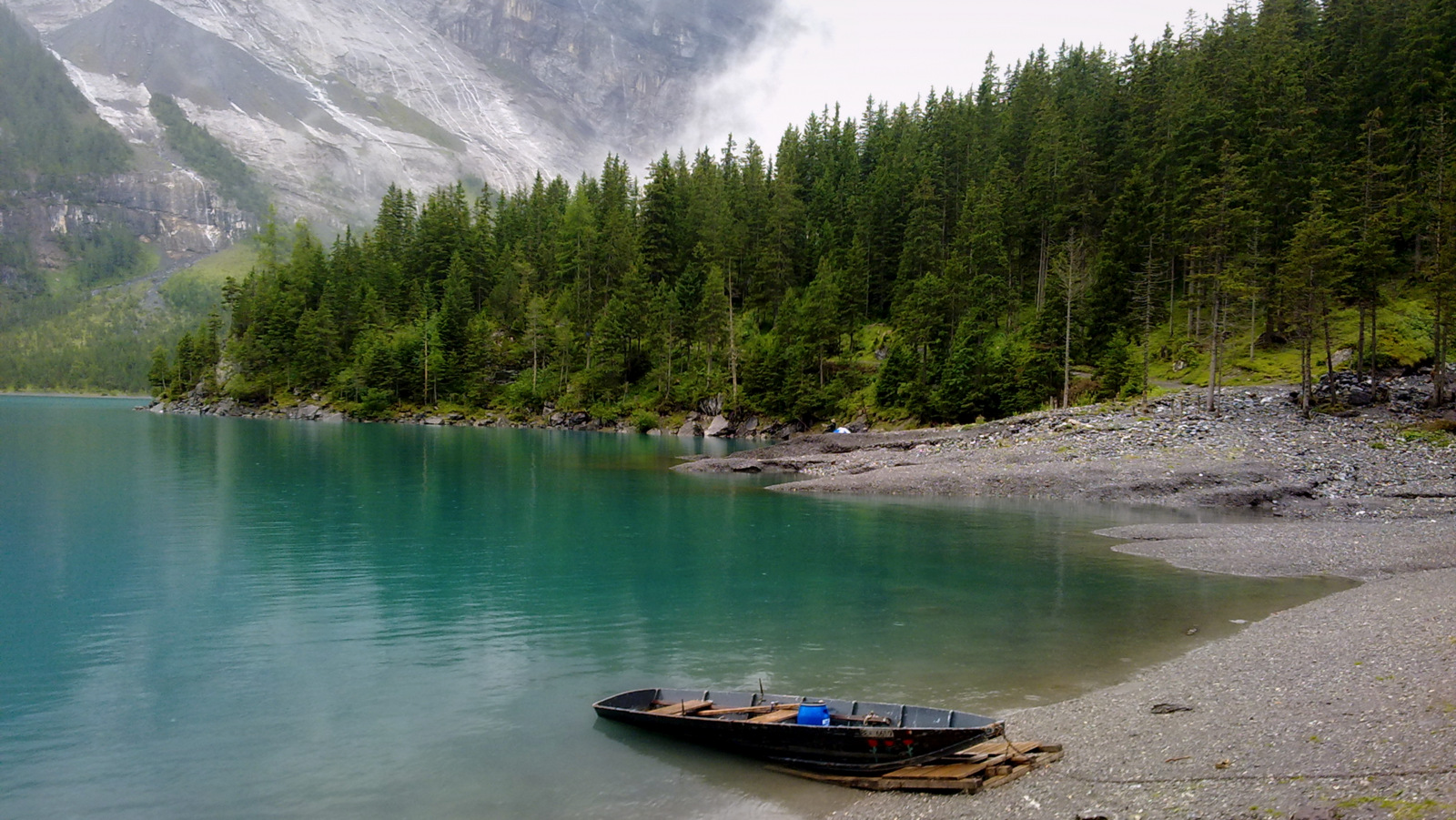
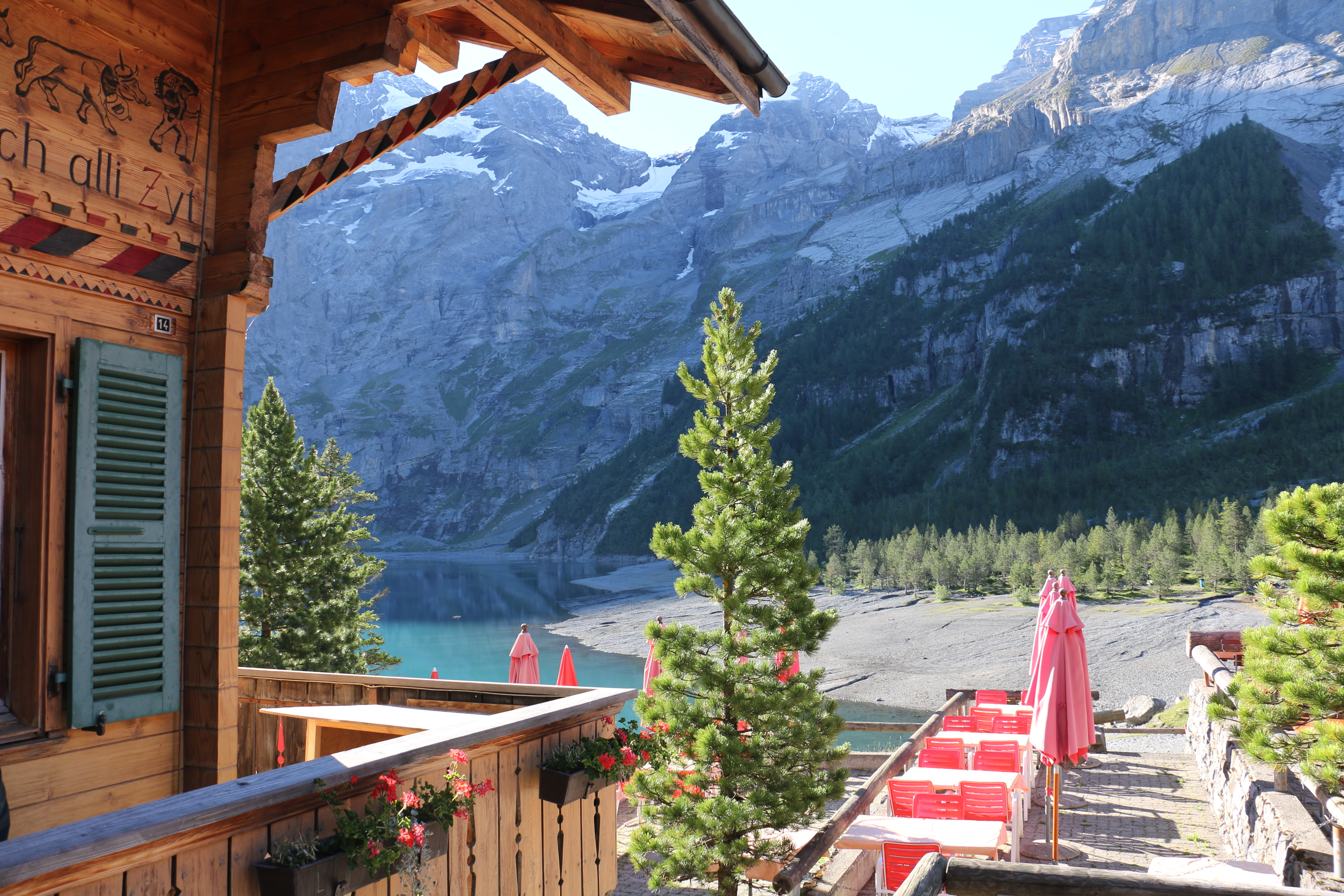